# António-Pedro Vasconcelos
António-Pedro Saraiva de Barros Vasconcelos (Leiria, Beira Litoral; 10 de marzo de 1939-Lisboa, 5 de marzo de 2024) fue un director de cine y escritor portugués. 

## Filmografía
- Exposição de Tapeçaria (1968)
- Indústria Cervejeira em Portugal - 2 (1968)
- Tapeçaria - Tradição Que Revive (1968)
- 27 Minutos Com Fernando Lopes Graça (1969)
- Fernando Lopes Graça (1971)
- Perdido por Cem… (1973)
- Adeus, Até ao Meu Regresso (1974)
- As Armas e o Povo (1975) - colectivo
- Cantigamente Nº2 (1975 -TV)
- Emigrantes... e Depois? (1976)
- Oxalá (1981)
- O Lugar do Morto (1984)
- Aqui d'El Rei! (1992)
- Jaime (1999)
- Os Imortais (2003)
- Milú, a Menina da Rádio (2007)
- Call Girl (2007)[2][3]
- A Bela e o Paparazzo (2010)
- Os Gatos Não Têm Vertigens (2013)
- Amor Impossível (2015)
- A Voz e os Ouvidos do MFA (2017)
- Parque Mayer (2018)

## Libros
- Porque é que as mulheres não gostam de futebol? (2001)[4]